# Суда, Гоити
Гоити Суда (яп. 須田 剛一 Суда Го:ити, род. 2 января 1968) — японский геймдизайнер, генеральный директор Grasshopper Manufacture. Его прозвище «Suda 51» — производное от японского го (5) и ити (1). Его наиболее известные работы — Moonlight Syndrome, The Silver Case, Flower, Sun, and Rain, Michigan, killer7 и игры серии No More Heroes для Wii.

## Карьера
Ранее Суда работал гробовщиком, но уже в то время он был увлечен бумом аркадных видеоигр в Японии. В те времена он попытался отправить своё резюме в Human Entertainment, наиболее известной за сериалы Clock Tower и Fire Pro Wrestling. Суда ждал несколько недель, но ответа от фирмы не поступало. И когда он уже опустил руки и продолжил работать гробовщиком, но вскоре будущему дизайнеру позвонили сами представители Human, и он был незамедлительно нанят. Первая его работа состоялась в качестве сценариста для Super Fire Pro Wrestling 3 Final Bout. Следующая его игра, Super Fire Pro Wrestling Special, остается одной из самых шокирующих игр даже на сегодняшний день из-за её неординарной концовки.
Позже Гоити работал над играми серии Syndrome пока в 1998 году Human не была расформирована. Далее он продолжил работу уже в Grasshopper Manufacture, в частности над таким проектом как The Silver Case. The Silver Case (также известна как Silver Jiken) привнесла «фирменный почерк» игр от Grasshopper Manufacture — «видеопленочный» стиль, когда текст и прочие символы появляются на экране абсолютно хаотично. Игра разделена на 2 части: первая повествует о расследовании серии убийств, а вторая предлагает взглянуть на события с точки зрения журналиста.
В 2001 году Grasshopper Manufacture разработали Flower, Sun, and Rain для PlayStation 2. Действие игры проходит на острове Лоспасс, в частности в отеле «Flower, Sun, and Rain» (рус. «Цветы, солнце и дождь»). Проект известен своим сюжетом, повествующем об «искателе», вынужденном проживать один и тот же день снова и снова. Будучи озадачен своими делами, он все же помогает другим персонажам. В течение игры его номер в отеле начинает искажаться, и он постепенно сходит с ума. Через семь лет расширенное издание Flower, Sun, and Rain поступило в продажу для Nintendo DS.
Первая игра Суды, вышедшая за пределами Японии, была игра killer7. В ней игрок выступает в качестве Хармана Смита, 60 летнего убийцы, прикованного к инвалидной коляске, обладающего способностью воплощать в жизнь семерых персон, находящихся в его сознании. Каждый из них является убийцей и отличается своими особенными чертами от остальных. Вместе они формируют собой синдикат «killer7». Доминирующая персона — Гарсиан Смит («Чистильщик»), который посредством камер наблюдения или телевизоров способен призывать остальных 6 персон синдиката, в любом месте и в любое время.
Сюжет killer7 охватывает множество событий, среди которых присутствует военный конфликт между Японией и США а также постепенного осознания Гарсианом подробностей о его прошлой жизни. Не являясь бестселлером, игра собрала довольно большую фанатскую базу по всему миру, а также вызвала интерес американских геймеров к Grasshopper Manufacture.
Позже Суда сотрудничал с Marvelous Interactive, в разработке Contact для Nintendo DS. Игра не добилась популярности killer7, так как дизайнер изначально рассчитывал сделать эту игру более «дружелюбной», не рассчитанной на хардкорных геймеров. Contact повествует о мальчике который оказался вовлечен в конфликт Профессора и инопланетян называющих себя CosmoNOTs. Игра была локализована Atlus и выпущена на территории Северной Америки в октябре 2006 года.
6 декабря 2007 года в Японии вышла No More Heroes. Анонс в Европе и США состоялся в 2008. Сюжет игры повествует о Трэвисе Тачдауне, который является стереотипичным отаку — его комната обставлена кипой фигурок персонажей из рестлинга, аниме и т. п. Сам Трэвис живет на грани бедности, в мотеле под названием «NO MORE HEROES» в Санта Дестрой, Калифорния. Но после того как Трэвис выигрывает световой меч, его жизнь круто меняется, и он становится наемным убийцей. Когда у него заканчиваются деньги на аниме и видеоигры, Трэвис вынужден приступить к работе. Некто Хелтер Скелтер (известный как «Никчемный»), присваивает Трэвису 11 место в списке «Объединенной лиги убийц», некой государственной ассоциации. Осознавая, что он теперь является целью для остальных убийц, Трэвис принимает решения добиться 1 места в списке ОЛГ.
Несмотря на положительные отзывы, игру ждал провал. По словам самого Суды, он был очень расстроен плохими продажами игры, ссылаясь на то, что допустил ошибку, выпустив игру на консоли, изначально рассчитанной на казуальных игроков. Позже заявил, что хотел «подарить некий новый игровой опыт для хардкорных игроков, и лучшим средством для этого была именно Wii, но попытка провалилась». Но за пределами Японии игра разошлась неплохим тиражом, что натолкнуло Суду на мысли о сиквеле, который после выхода в 2010 году получил множество положительных отзывов от критиков.
Суда и его студия часто сотрудничают с другими разработчиками, включая, например, создание Fatal Frame IV: Mask of the Lunar Eclipse для Wii. Также дизайнер участвовал в разработке Super Smash Bros. Brawl (его имя появляется в титрах игры), и в предстоящем совместном проекте с Хидэо Кодзимой и Акирой Ямаокой, названном Project S (рабочее название).
В августе 2008 года Electronic Arts анонсировала игру Shadows of the Damned, разработанная Grasshopper Manufacture совместно с Q Entertainment. Суда выступил в качестве режиссёра проекта, Синдзи Миками привлечён в качестве продюсера, а композитором назначен Акира Ямаока. Игра разрабатывалась на игровом движке Unreal Engine 3. Выход состоялся 21 июня 2011 года на PlayStation 3, Xbox 360.

## Игры, в создании которых принимал участие
| Название                                             | Платформа                                     | Дата выхода          | Роль                              |
| ---------------------------------------------------- | --------------------------------------------- | -------------------- | --------------------------------- |
| Super Fire Pro Wrestling 3 Final Bout                | Super Famicom                                 | 1993                 | Руководитель                      |
| Super Fire Pro Wrestling Special                     | Super Famicom                                 | 1994                 | Руководитель, сценарист           |
| Twilight Syndrome: Search                            | PlayStation                                   | 1996                 | Руководитель                      |
| Twilight Syndrome: Investigation                     | PlayStation                                   | 1996                 | Руководитель, сценарист           |
| Moonlight Syndrome                                   | PlayStation                                   | 1997                 | Руководитель, сценарист           |
| The Silver Case                                      | PlayStation                                   | 1999                 | Руководитель, сценарист           |
| Flower, Sun, and Rain                                | PlayStation 2                                 | 2001                 | Руководитель, сценарист           |
| Michigan: Report from Hell                           | PlayStation 2                                 | 2004                 | Продюсер, планирование игры       |
| Killer7                                              | Nintendo GameCube, PlayStation 2 и ПК         | 2005                 | Руководитель, сценарист           |
| The Silver Case 25 Ward                              | i-mode и Yahoo! Keitai                        | 2005                 | Руководитель, сценарист           |
| Samurai Champloo: Sidetracked                        | PlayStation 2                                 | 2006                 | Руководитель, сценарист           |
| Contact                                              | Nintendo DS                                   | 2006                 | Продюсер                          |
| Blood+: One Night Kiss                               | PlayStation 2                                 | 2006                 | Руководитель, сценарист           |
| No More Heroes                                       | Wii                                           | 2007/2008            | Руководитель, сценарист           |
| Flower, Sun and Rain: Murder and Mystery in Paradise | Nintendo DS                                   | 2008                 | Дизайнер                          |
| Fatal Frame IV                                       | Wii                                           | 2008                 | Руководитель, сценарист           |
| No More Heroes 2: Desperate Struggle                 | Wii                                           | 2010                 | Руководитель, сценарист           |
| Shadows of the Damned                                | Xbox 360, PlayStation 3                       | 2011                 | Руководитель, сценарист           |
| Rebuild of Evangelion: Sound Impact                  | PSP                                           | 2011                 | Творческий продюсер               |
| Sdatcher                                             | Интернет                                      | Сентябрь-ноябрь 2011 | Сценарист, актёр озвучивания      |
| Sine Mora                                            | Xbox 360, PlayStation 3, PlayStation Vita, PC | 2012                 | Продюсер                          |
| Diabolical Pitch                                     | Xbox 360 Kinect                               | 2012                 | Творческий руководитель           |
| Lollipop Chainsaw                                    | Xbox 360, PlayStation 3                       | 2012                 | Творческий руководитель           |
| Liberation Maiden                                    | Nintendo 3DS, iOS                             | 2012                 | Руководитель, дизайнер, сценарист |
| Killer is Dead                                       | Xbox 360, PlayStation 3, ПК                   | 2013/2014            | Руководитель, сценарист           |
| Liberation Maiden SIN                                | PlayStation 3                                 | 2013                 | Сценарист                         |
| The Silver Case                                      | ПК                                            | 2016                 | Руководитель, сценарист           |
| Travis Strikes Again: No More Heroes                 | Switch                                        | 2019                 | Руководитель, дизайнер, сценарист |
| No More Heroes 3                                     | Switch                                        | 2021                 | Сценарист                         |